# SUMMER PARADE
「SUMMER PARADE」（サマー パレード）は、日本のアコースティック・ギター・デュオ、DEPAPEPEの楽曲で1枚目のシングル。2005年7月20日発売。発売元はSME Records。

## 収録曲
全作曲：DEPAPEPE
1. SUMMER PARADE(6:00)
編曲：DEPAPEPE・MICHAEL S.KAWAI
テレビ神奈川『saku saku』 2005年7月度エンディングテーマ
2. B.B.D(3:39)
編曲：DEPAPEPE
3. オールド・ビーチ(3:39)
編曲：DEPAPEPE・中村太知
4. 星の数だけ願いは届く(3:39)
編曲：DEPAPEPE・中村太知

## 収録アルバム
SUMMER PARADE・星の数だけ願いは届く
- コンセプト『デパナツ ～drive!drive!!drive!!!～』（2008年7月30日）